# قو فان
قو فان (بالصينية: 郭凡) هو منافس ألعاب قوى صيني، ولد في 10 ديسمبر 1985.

## وصلات خارجية
- قو فان على موقع الاتحاد الدولي لألعاب القوى (الإنجليزية)
- قو فان على موقع أوليمبيديا (الإنجليزية)